# Азиатские косатки
Азиатские косатки (лат. Leiocassis) — род лучепёрых рыб из семейства косатковых (Bagridae).

## Внешний вид и строение
Общая длина представителей этого рода колеблется от 12 до 45 см. Голова вытянутая, узкая. Рыло выступает вперед. Есть короткие усики. Туловище довольно стройное, вытянутое. Спине плавник вогнутый с задней стороны, с короткий оснанием. Грудные плавники широкие, короткие. Брюшные плавники очень маленькие. Анальный плавник удлиненный. Жировой плавник довольно большой. Хвостовой плавник широкий, с вырезкой.
Окраска сочетает несколько цветов: темно и светло-коричневый, розовый и кремовый или беловатый, черный и белый.

## Образ жизни
Биотопы делятся на два типа. Первый — затопленные участки леса с илистым дном, покрытым толстым слоем опавшей листвы. Второй — участки рек с умеренным течением и каменисто-песчаным дном. Питаются водными беспозвоночными и упавшими в воду летающими насекомыми, которых умело подбирают с поверхности, переворачиваясь на спину.

## Распространение
Обитают в водоемах Индонезии, Малайзии, Таиланда и КНР.

## Виды
В данный момент род Leiocassis насчитывает 13 видов:
- Leiocassis aculeatus H. H. Ng & Hadiaty, 2005[3]
- Leiocassis brevirostris V. H. Nguyễn, 2005
- Leiocassis collinus H. H. Ng & K. K. P. Lim, 2006[4]
- Leiocassis crassirostris Regan, 1913
- Leiocassis doriae Regan, 1913
- Leiocassis hosii Regan, 1906[4]
- Leiocassis longibarbus G. H. Cui, 1990
- Leiocassis longirostris Günther, 1864
- Leiocassis micropogon (Bleeker, 1852)
- Leiocassis poecilopterus (Valenciennes, 1840)
- Leiocassis saravacensis Boulenger, 1894
- Leiocassis tenebricus H. H. Ng & K. K. P. Lim, 2006[4]
- Leiocassis yeni V. H. Nguyễn & H. D. Nguyễn, 2005